# Hyundai ix35
Hyundai ix35 – samochód osobowy typu SUV klasy kompaktowej produkowany pod południowokoreańską marką Hyundai w latach 2009–2023.

## Pierwsza generacja

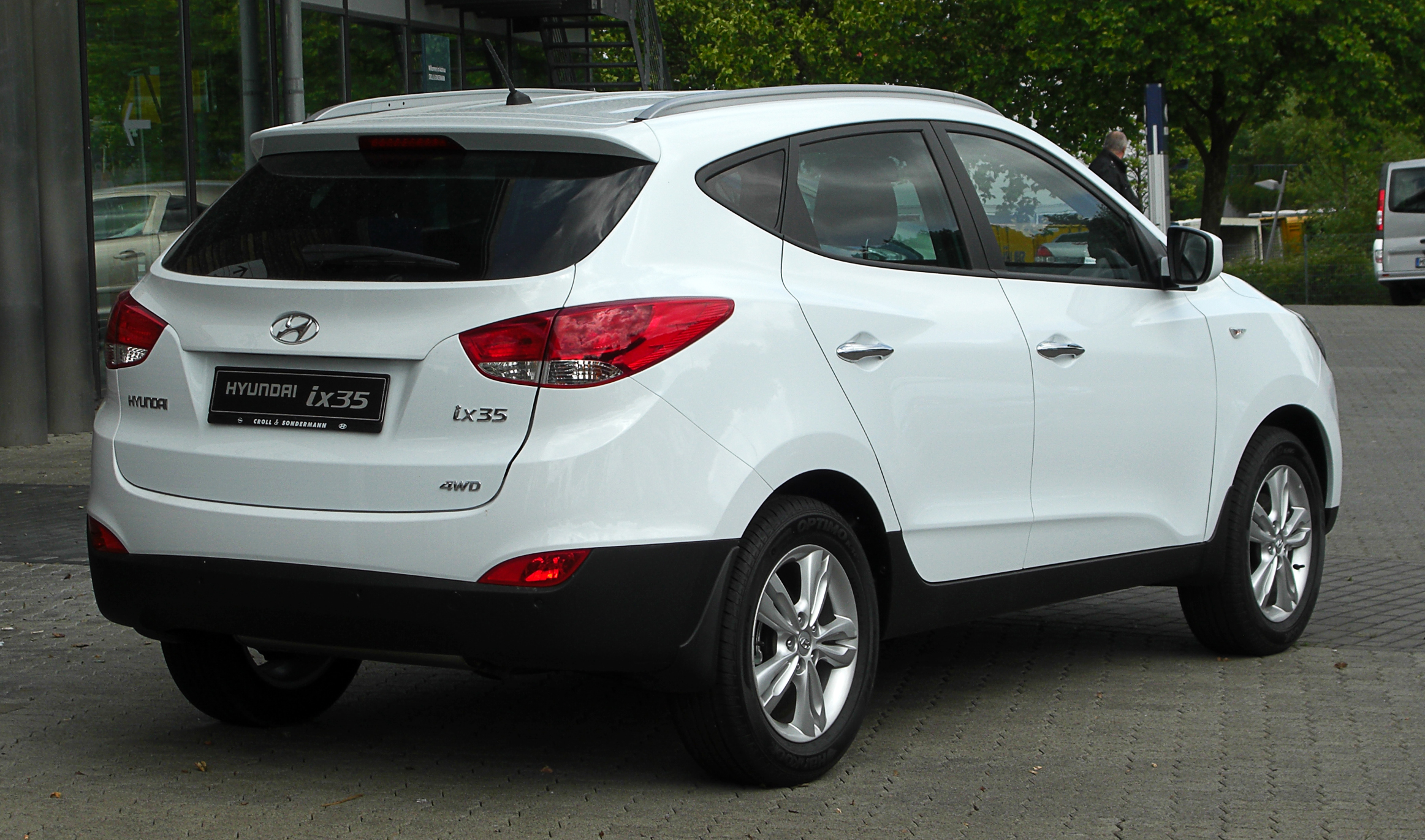
Hyundai ix35 I - tył

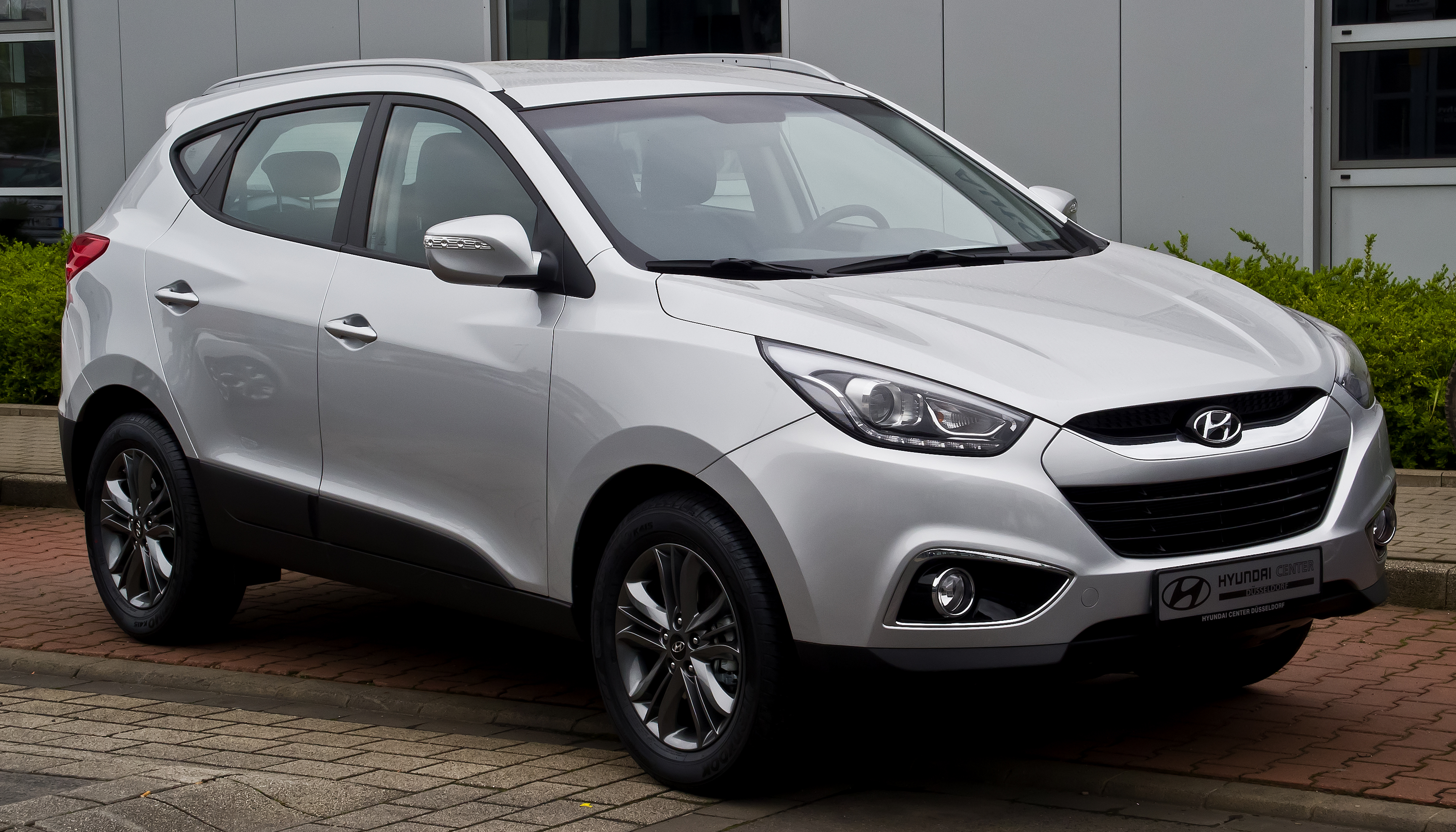
Hyundai ix35 I po liftingu

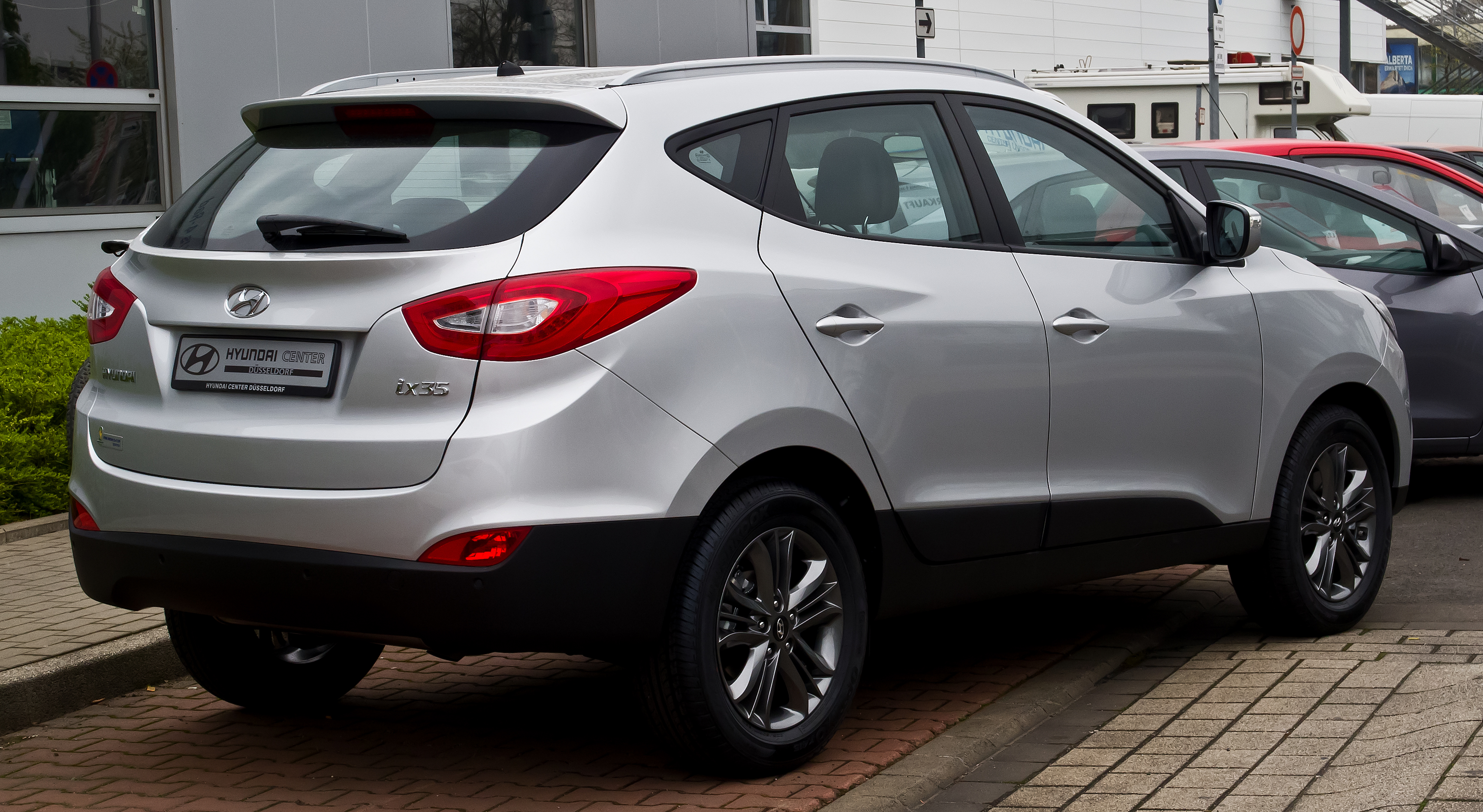
Hyundai ix35 I - tył po liftingu

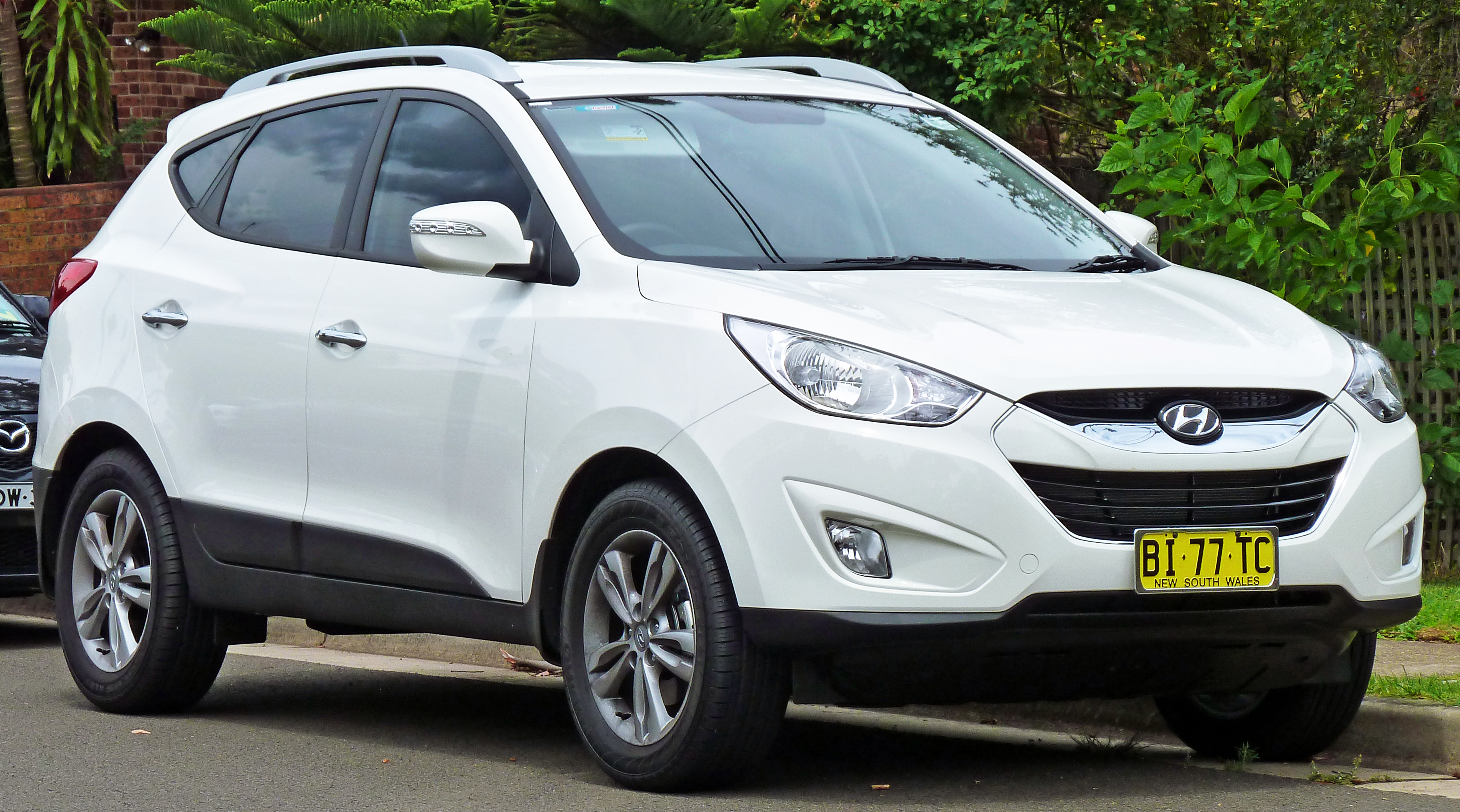
australijski Hyundai ix35 I przed liftingiem

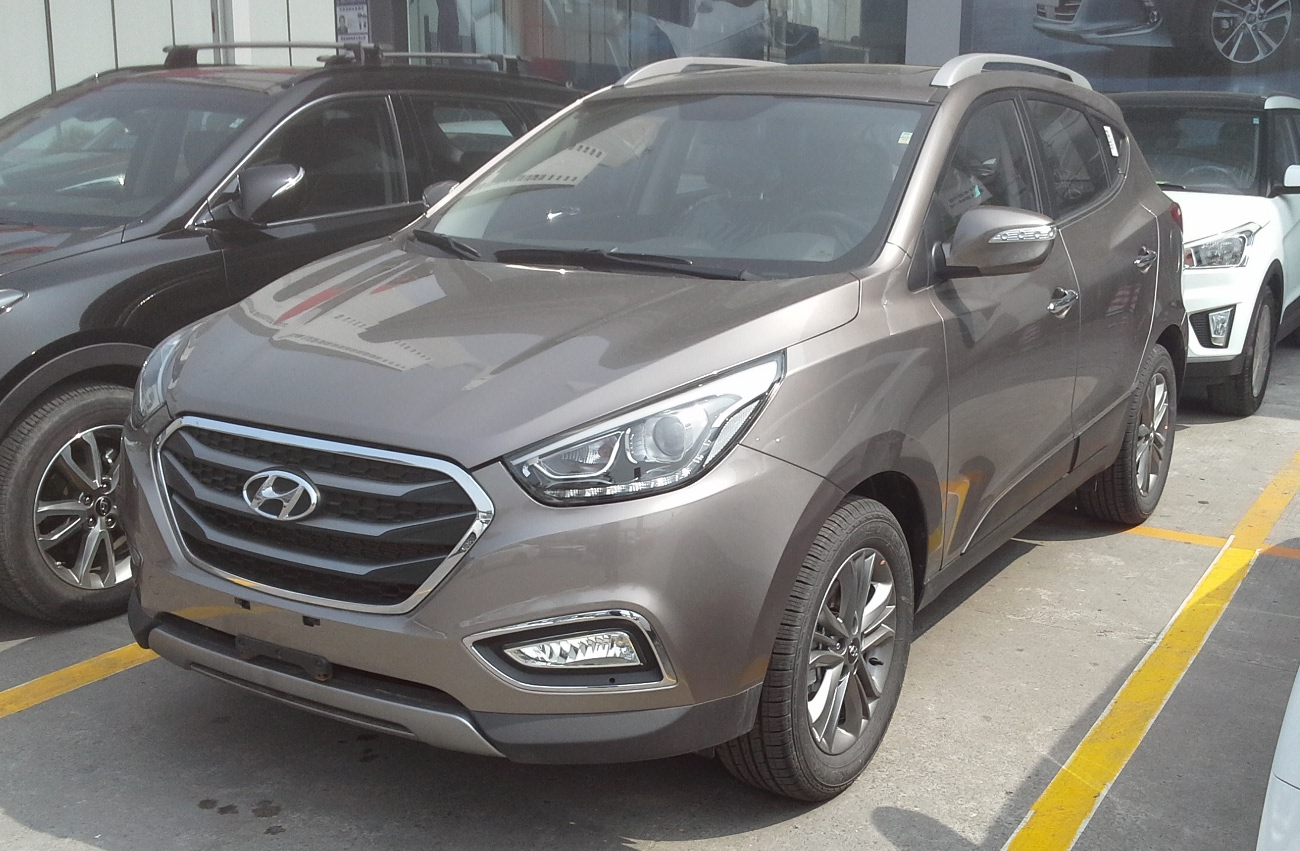
chiński i brazylijski Hyundai ix35 I po liftingu

Hyundai ix35 I został zaprezentowany po raz pierwszy w 2009 roku.
Studyjną zapowiedzią nowego kompaktowego SUV-a mającego zastąpić model Tucson był prototyp ix-onic Concept zdradzający kluczowe cechy stylistyki nadwozia, którego przedstawiono w lutym 2009 roku. Produkcyjny model zadebiutował pół roku później, będąc pierwszym SUV-em Hyundaia zbudowanym w europejskim centrum projektowym. Samochód otrzymał na globalnych rynkach nową nazwę ix35, nawiązując do nowego porządku nazewnictwa wprowadzonego przy okazji kompaktowego i30 w 2007 roku.
Stylistyka pojazdu utrzymana została w nowym języku stylistycznym Fluidic Sculpture, a projekt nadwozia koordynował Thomas Buerkle. Większy od poprzednika pojazd otrzymał bardziej awangardową stylistykę charakteryzującą się połączeniem ostrych przetłoczeń i strzeliście zarysowanymi reflektorami, a także lampami tylnymi.
Kabina pasażerska została utrzymana w podobnym do nadwozia awangardowym wzornictwie, charakteryzując się masywną, wysuniętą konsolą centralną z wyeksponowanym panelem do sterowania radiem, gdzie opcjonalnie mógł znaleźć się kolorowy, dotykowy wyświetlacz z dostępem do nawigacji satelitarnej. 

### Lifting
Jesienią 2013 roku Hyundai ix35 I przeszedł restylizację nadwozia, otrzymując nowe wkłady reflektorów, a także zmodyfikowane lampy tylne wykonane w technologii LED.
Inny zakres zmian przeszedł model w Chinach, zyskując nową atrapę chłodnicy analogiczną do wariantu wodorowego Fuel Cell. Ten sam wygląd wlotu powietrza zaadaptował też wariant wytwarzany w Brazylii, która od 2017 roku jest jedynym globalnym rynkiem, gdzie Hyundai ix35 pierwszej generacji nadal pozostaje w produkcji.

### Sprzedaż
Hyundai ix35 pierwszej generacji był samochodem globalnym, oferowanym pod tą nazwą m.in. w Europie, Rosji i krajach WNP, Australii i Nowej Zelandii, państwach Azji i Afryce, a także w Chinach i Ameryce Południowej. Wyjątkiem była Ameryka Północna i Korea Południowa, gdzie pojazd oferowano jako drugą generację linii modelowej Hyundai Tucson.
W czasie, gdy na rynkach globalnych ix35 został zastąpiony w 2015 roku przez trzecią generację Tucsona, w Chinach jego produkcja trwała o 2 lata dłużej - do 2017 roku, aż do prezentacji lokalnego następcy.
Hyundai ix35 odniósł sukces sprzedażowy na rynku europejskim, w 2014 będąc najpopularniejszym modelem Hyundaia w Polsce i drugim najpopularniejszym pojazdem tego producenta w skali całego kontynentu.

### Wersje wyposażeniowe
- Classic
- Comfort
- Style
- Premium

### Silniki
- L4 1.6l Gamma
- L4 2.0l Theta
- L4 2.0l GDi
- L4 2.4l Theta
- L4 1.7l CRDi
- L4 2.0l CRDi

### ix35 Fuel Cell

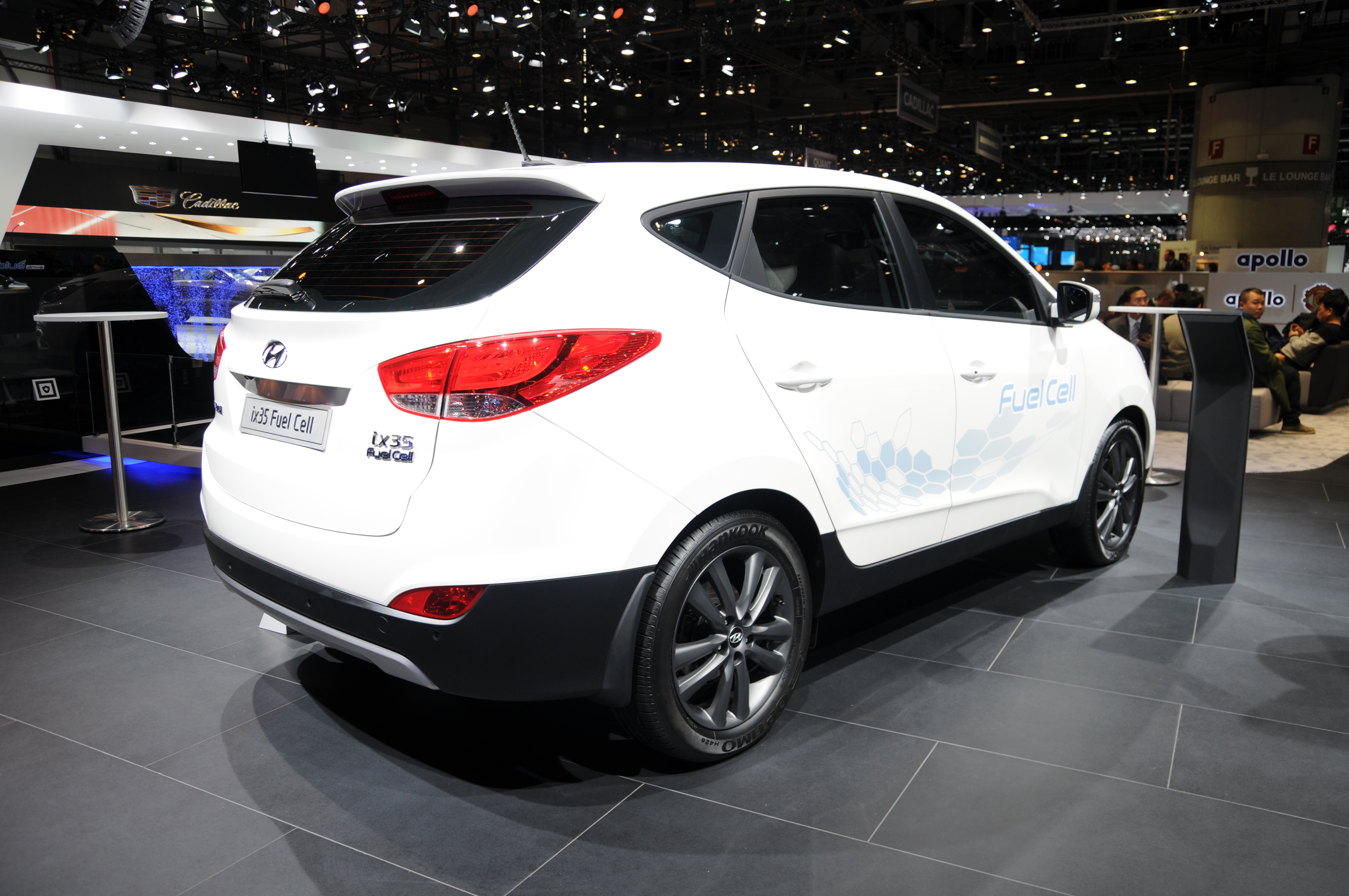
Hyundai ix35 FCEV - tył

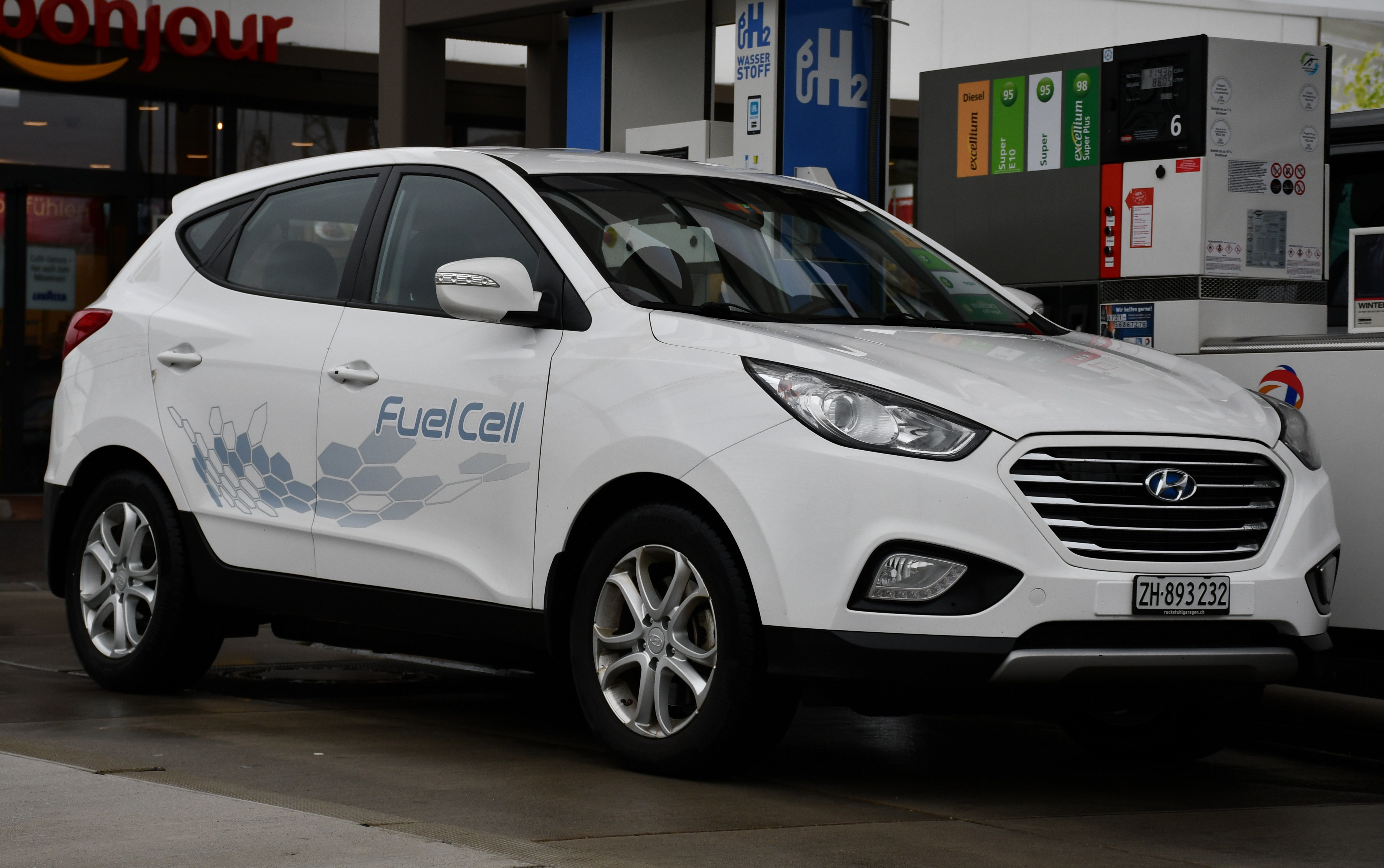
Hyundai ix35 FCEV podczas ładowania w Szwajcarii

Hyundai ix35 FCEV został zaprezentowany po raz pierwszy w 2013 roku.
Samochód powstał jako nowa generacja samochodu Hyundaia z napędem wodorowym. Pod kątem stylistycznym samochód w całości wykorzystał nadwozie oraz wystrój kabiny pasażerskiej od podstawowego, spalinowego ix35, odróżniając się od niego jedynie innym wyglądem atrapy chłodnicy, która otrzymała podłużne, wyraźnie zaznaczone poprzeczki.

### Sprzedaż
Hyundai ix35 FCEV był samochodem o silnie ograniczonym zasięgu rynkowym z racji bardzo symbolicznej lub nieistniejącej infrastruktury do tankowania tego typu pojazdów. Z tego względu, producent zdecydował się oferować go w wybranych państwach m.in. Europy Zachodniej, jak m.in. Niemcy, czy Dania oraz Szwecja, gdzie pojazd dostępny był w ramach specjalnego leasingu.

### Dane techniczne
Pojazd napędza silnik elektryczny o mocy 136 KM, który współtworzy układ napędowy złożony jeszcze z dwóch zbiorników na wodór umożliwiających zatankowanie maksymalnie 700 barami tej substancji i oferując zasięg do 594 kilometrów. Łącznie wodorowe ix35 rozwija 160 km/h maksymalnej prędkości i rozwija 100 km/h w 12,5 sekundy, stawiając przede wszystkim na oszczędne i bezemisyjne właściwości.

## Druga generacja

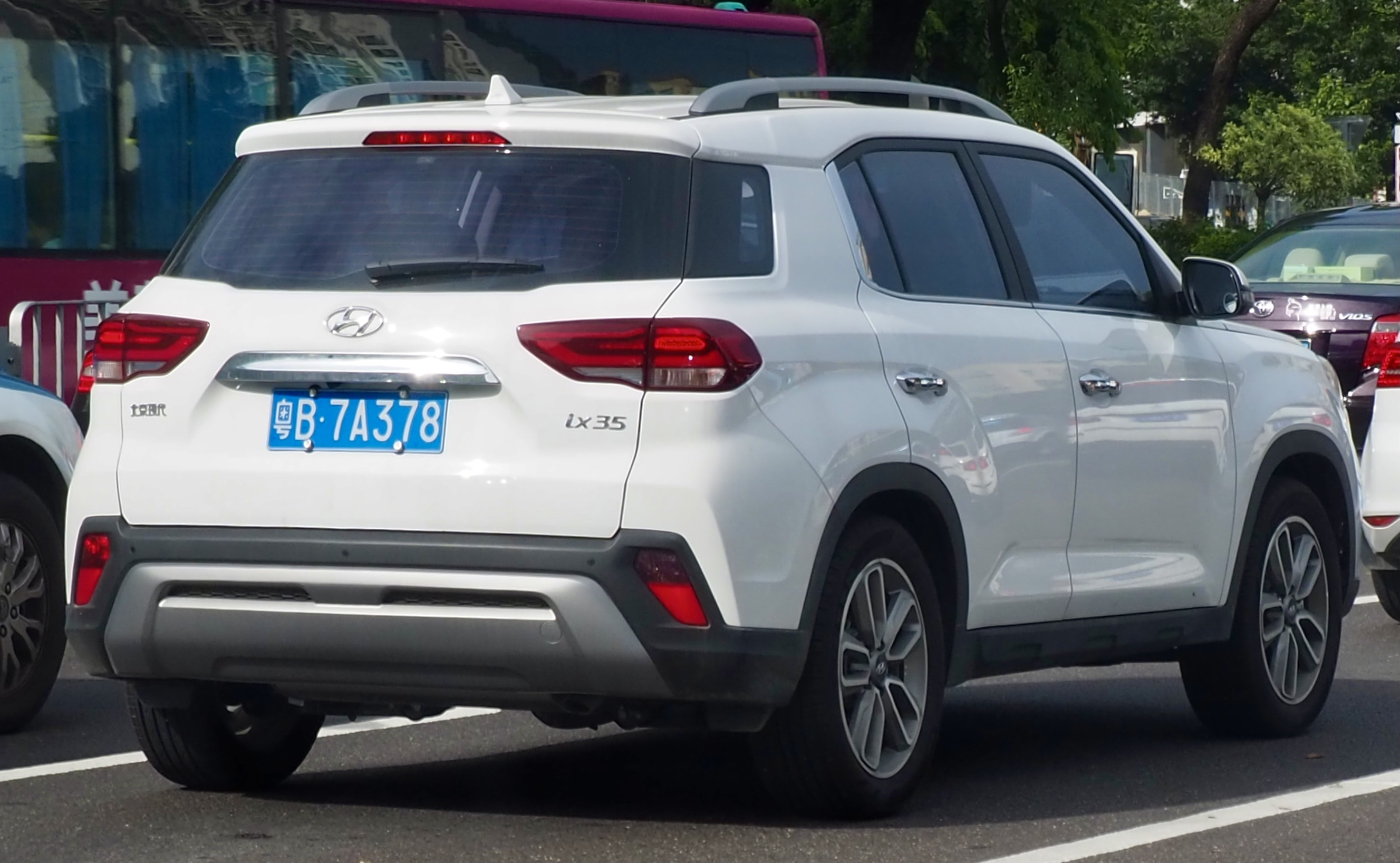
Hyundai ix35 II - tył

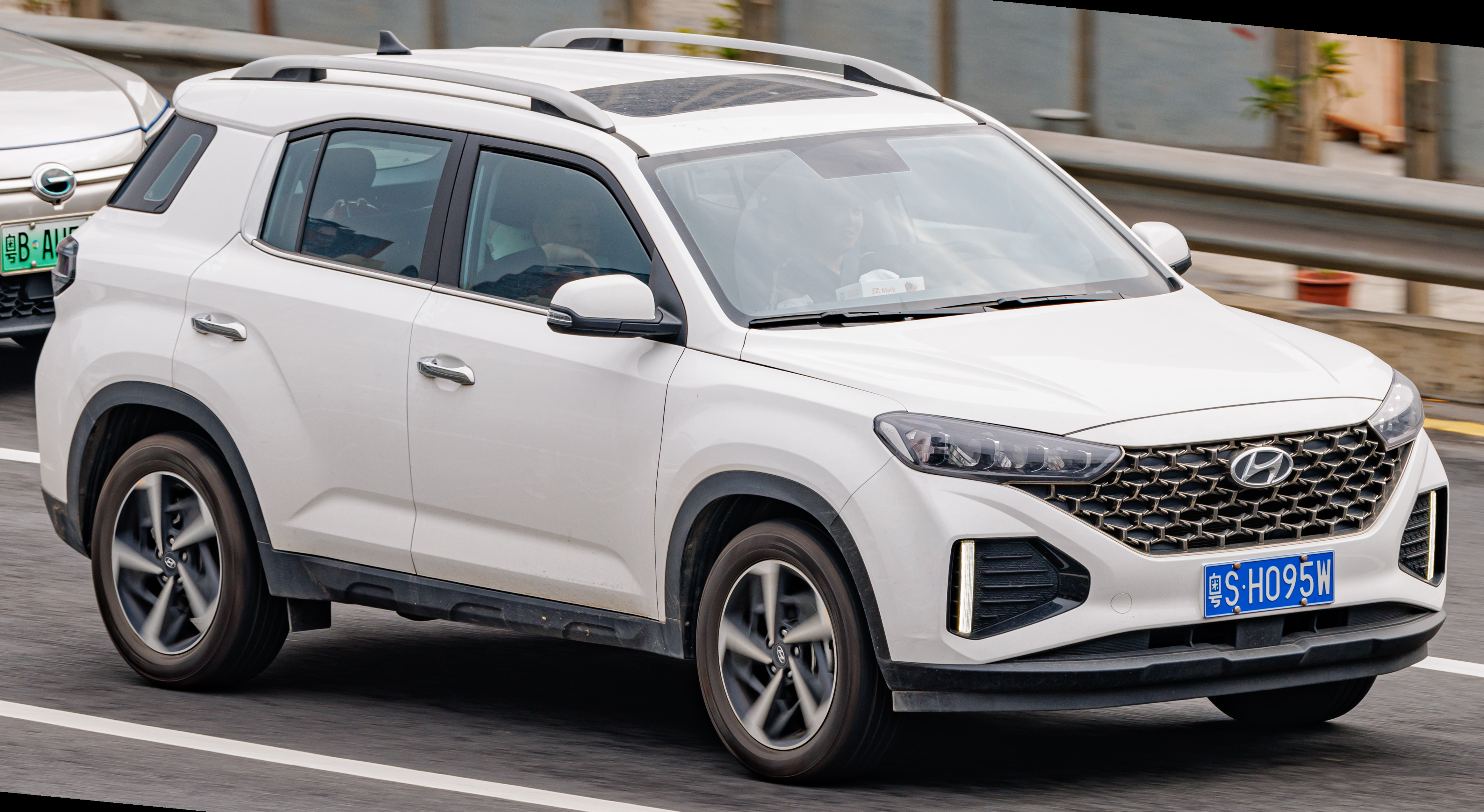
Hyundai ix35 II po liftingu

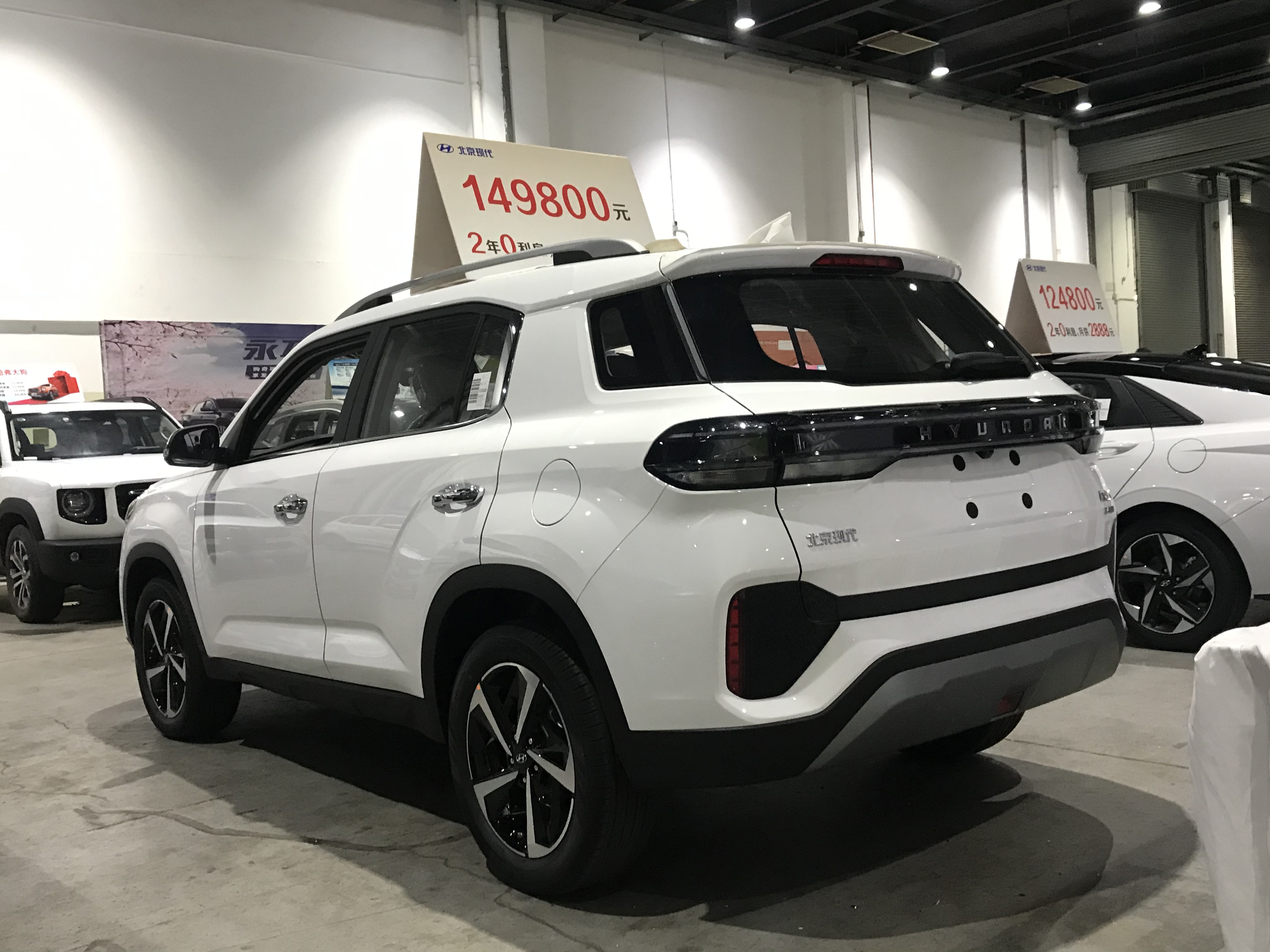
Hyundai ix35 II - tył po liftingu

Hyundai ix35 II został zaprezentowany po raz pierwszy w 2017 roku.
W czasie, gdy na rynkach globalnych bezpośrednim następcą ix35 został w 2015 roku model Tucson nowej generacji, tak na rynku chińskim po trwającej do 2017 roku produkcji oprócz Tucsona III zadebiutował w klasie kompaktowej jeszcze jeden, mniejszy model w postaci opracowanej specjalnie dla lokalnego rynku drugiej generacji ix35. 
Samochód powstał na platformie poprzednika, otrzymując zupełnie nowy wygląd nawozia utrzymany w stylistyce łączącej pudełkowatą sylwetkę z dużą, chromowaną atrapą chłodnicy, łezkowatymi reflektorami oraz szerokim słupkiem między tylnymi drzwiami a klapą bagażnika. W lokalnym portfolio producenta samochód uplasował się między mniejszymi ix25 i Encino, a większym Tucsonem.

### Lifting
W drugiej połowie 2020 roku pojawiły się w internecie nieoficjalne zdjęcia z chińskiego urzędu patentowego, które przedstawiły wygląd chińskiego ix35 II po gruntownej restylizacji nadwozia. Oficjalnie samochód zadebiutował w listopadzie 2020 roku. Pojazd otrzymał nowy pas przedni z większym wlotem powietrza w stylu nowego języka stylistycznego Sensous Sportines, a także inny wygląd tylnej części nadwozia z jednoczęściowym pasem świateł biegnącym przez całą szerokość nadwozia. Pod tą postacią produkowano go do 2023 roku, gdy nazwa ix35 ostatecznie zniknęła na trwałe z oferty Hyundaia. W Chinach miejsce SUV-a przejął nowy model, Mufasa.

### Silnik
- R4 2.0l Nu